# Per Hallström
Per August Leonard Hallström (Stoccolma, 29 settembre 1866 – Nacka, 18 febbraio 1960) è stato un letterato e accademico svedese, presidente del comitato del Premio Nobel per la letteratura.

## Biografia
È considerato uno dei letterati più importanti della narrativa scandinava.
Il suo percorso di studi culminò con la laurea in ingegneria civile conseguita nel 1886. Una volta terminati gli studi si trasferì dapprima a Londra e poi negli Stati Uniti per praticare il mestiere tecnico-scientifico ed il chimico, ma contemporaneamente si dedicò anche alla scrittura.
Nel 1891 ritornò in Svezia e mandò alle stampe il libro Lyrik och fantasier (Lirica e fantasie), caratterizzato da uno stile aderente al Naturalismo di Fröding e della Lagerlöf.
A causa delle sue esperienze con la dimensione tecnologica ossessiva e frenetica del mondo industriale, lo scrittore maturò un profondo desiderio di opposizione e di ribellione contro l'oppressione dei meccanismi sociali, che sfociò in un pessimismo di impronta shopenhaueriana, che nel contrasto tra vita reale e fantasia artistica si incanalò in desideri e in rincorse verso mondi platonici. L'uomo, secondo lo scrittore, si può redimere solo tramite l'amore e la morte.
Nei suoi scritti, l'autore si dimostrò un analizzatore sociale con tendenze all'indagine psicologica profonda, ispirata da Dostoevskij e Lev Tolstoj ed impregnata da un realismo essenziale ed elegante.
Conobbe il successo con la raccolta di novelle Uccelli sperduti (1894). Opere esemplari del suo rigorismo etico sono le successive raccolte Porpora (1895), Note di viaggio (1898) e Thanatos (1900). Tra i drammi, notevole Il conte di Anversa (1899), ispirato a una Novella di Matteo Bandello.
Oltre alla prosa e alla novellistica, fu anche critico teatrale per conto del quotidiano Dagens Nybeter e saggista.
Dal 1908 al 1960 fu membro dell'Accademia Svedese e dal 1922 presidente del comitato del Premio Nobel per la letteratura.

## Opere
- Lyrik och fantasier, 1891
- Vilsna fåglar, 1894
- Purpur, 1895
- En gammal historia, 1895
- Briljantsmycket, 1896
- Reseboken, 1898
- Våren, 1898
- Grefven af Antwerpen, 1899
- Bianca Capello, 1900 (basato sulla figura di Bianca Cappello)
- Thanatos, 1900
- En Veneziansk komedi, 1901
- Döda fallet, 1902
- Gustaf Sparfverts roman, 1903
- Skogslandet, 1904
- De fyra elementerna, 1906
- En skälmroman, 1906
- Två legenddramer, 1908
- Erotikon, 1908
- Skepnader och tankar, 1910
- Nya noveller, 1912
- Levande dikt, 1914
- Gustaf den tredje, 1918
- Karl den elfte, 1918
- Konst och liv, 1919
- Händelser, 1927
- Leonora, 1928